# Al Barid Bank
 (août 2022).
Si vous disposez d'ouvrages ou d'articles de référence ou si vous connaissez des sites web de qualité traitant du thème abordé ici, merci de compléter l'article en donnant les références utiles à sa vérifiabilité et en les liant à la section « Notes et références ».
 (août 2022).
Al Barid Bank est une banque postale marocaine basée à Casablanca née en 2010 de la transformation des services financiers de Poste Maroc (Barid Al Maghrib) 